# 1920年臺灣
|        | 臺灣歷史 \| 台灣歷史年表 |
| 世纪： | 19世纪臺灣 \| 20世纪臺灣 \| 21世纪臺灣 |
| 年代： | 1890年代臺灣 \| 1900年代臺灣 \| 1910年代臺灣 \| 1920年代臺灣 \| 1930年代臺灣 \| 1940年代臺灣 \| 1950年代臺灣                                           |
| 年份： | 1915年臺灣 \| 1916年臺灣 \| 1917年臺灣 \| 1918年臺灣 \| 1919年臺灣 \| 1920年臺灣 \| 1921年臺灣 \| 1922年臺灣 \| 1923年臺灣 \| 1924年臺灣 \| 1925年臺灣 |
| 纪年： | 庚申年（猴年）、日本大正9年 |

1920年臺灣已被大日本帝國統治25年，此年是臺灣行政區劃大幅改制的一年，五州二廳制開始實施。

## 政府

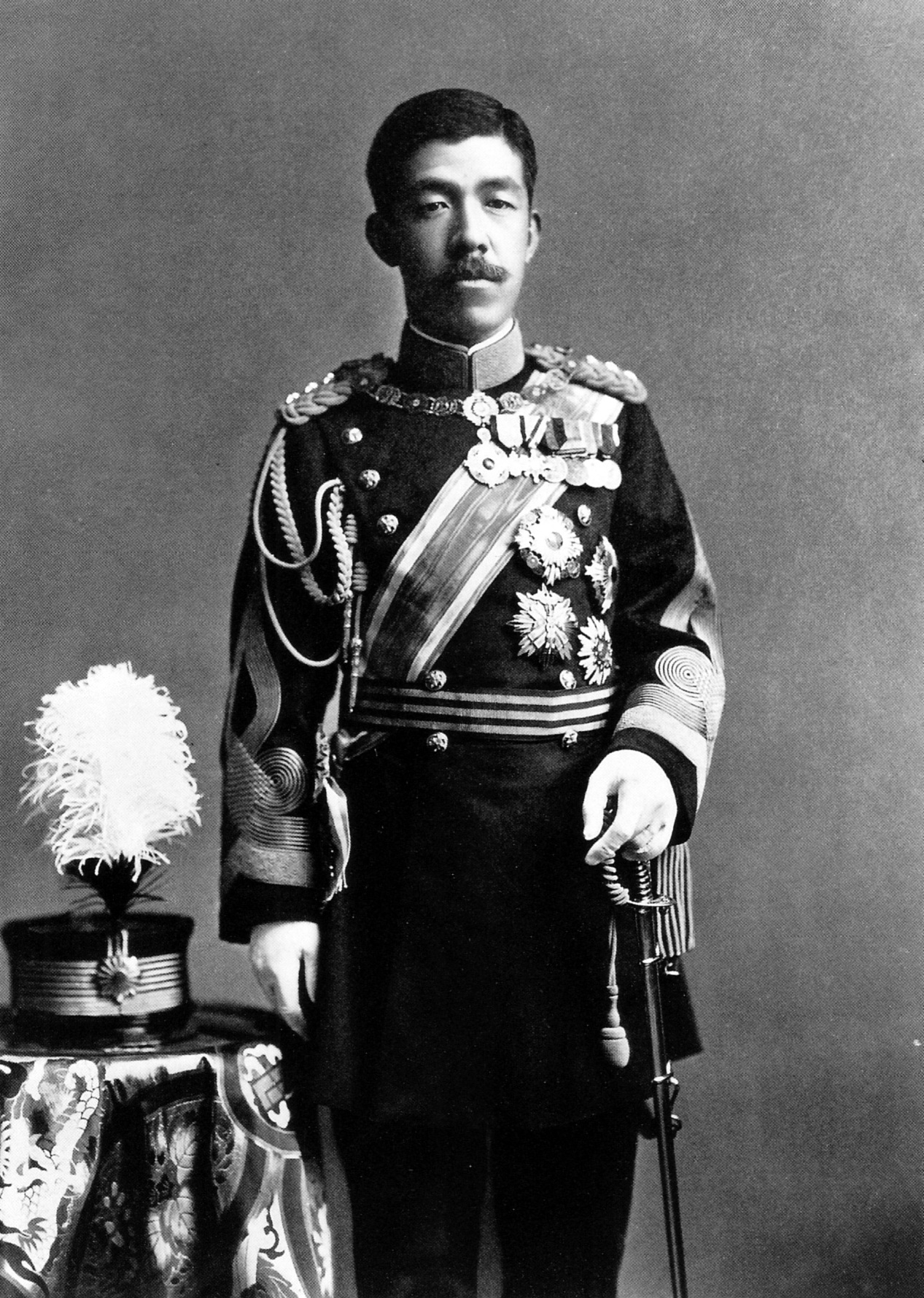
天皇：大正天皇
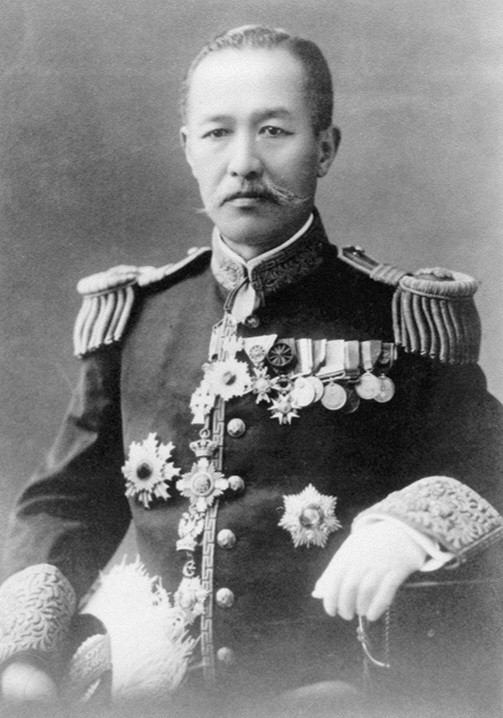
臺灣總督：田健治郎
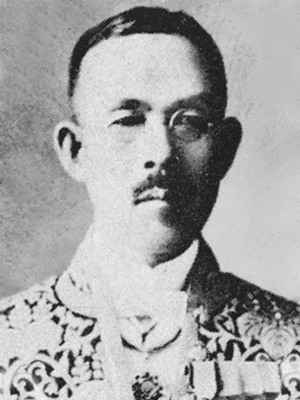
總務長官：下村宏

## 大事記
- 1月11月——臺灣在日留學生於日本東京成立了新民會[1][2]:198。
- 6月5日——花蓮外海發生地震。造成5人死亡、20人受傷，273棟房屋全毀、1257棟房屋損壞。
- 7月16日——新民會機關報《臺灣青年》創刊[2]:198。
- 7月30日——臺灣總督府以律令第3號發布〈臺灣州制〉，律令第4號發布〈臺灣廳地方費令〉，以律令第5號發布〈臺灣市制〉，以律令第6號發布〈臺灣街庄制〉[3]，並以府令第四十三號公告上述四律令將於該年10月1日實施[4]。
- 8月10日——臺灣總督府發布府令第四十七號公告各州廳、郡、市的位置與管轄範圍，並於同年9月1日實施[5]。
- 9月1日——臺灣行政區劃正式調整為五州二廳制[5]。
- 9月29日——臺灣總督府以府令第百十號發布〈臺灣州制施行令〉，於今年10月1日施行[6][7]。
- 9月30日——臺灣總督府以府令第百十一號發布〈臺灣市制施行令〉，以府令第百十二號發布〈臺灣街庄制施行令〉，於今年10月1日施行[6][8][9]。
- 10月1日——正式實施〈臺灣州制〉、〈臺灣廳地方費令〉、〈臺灣市制〉、〈臺灣街庄制〉、〈臺灣州制施行令〉、〈臺灣市制施行令〉、〈臺灣街庄制施行令〉[4][7][8][9]。
- 10月17日——臺灣第一位飛行員謝文達於台中練兵場，以自購中古的「伊藤式惠美五號」飛機升空進行首次「鄉土訪問飛行」，為臺灣人在原鄉的首次飛行紀錄。[10]

## 出生
- 1月22日——周金波，日治時期作家。（1996年逝世）
- 2月5日——許子秋，公共衛生學者。曾任行政院衛生署署長，促成《優生保健法》、《營養師法》及《醫療法》的草擬、通過及實施。（1988年逝世）
- 3月29日——洪通，知名素人畫家。1970年代曾名噪一時。（1987年逝世）
- 7月23日——陳端堂，醫師、政治人物。曾任穎川外科醫院院長、第七屆臺中市市長。（2005逝世）
- 9月19日——林宗義，醫師。台灣腦神經精神醫學的先鋒和奠基人。（2010年逝世）
- 10月27日——曹永和，歷史學家。中央研究院院士，以研究臺灣荷西統治時期與提出「臺灣島史觀」著名。（2014年逝世）
- 11月28日——林東陞，臺語電影編劇、製片人。（2000年逝世）